# Euphaedra latifasciata
Euphaedra latifasciata är en fjärilsart som beskrevs av Talbot 1929. Euphaedra latifasciata ingår i släktet Euphaedra och familjen praktfjärilar. Inga underarter finns listade i Catalogue of Life.